# Municipio de Prairie (condado de Carroll, Arkansas)
Prairie Township era un municipio del condado de Carroll, Arkansas, Estados Unidos. Según el censo de 2020, en ese momento tenía una población de 7654 habitantes.
Fue disuelta por la Oficina del Censo en el año 2022.

## Geografía
La subdivisión estaba ubicada en las coordenadas 36°20′28″N 93°35′6″O / 36.34111, -93.58500. Según la Oficina del Censo de los Estados Unidos, tenía una superficie total de 183.49 km², de la cual 183.90 km² correspondían a tierra firme y 0.40 km² era agua.

## Demografía
Según el censo de 2020, en ese momento había 7654 personas residiendo en la zona. La densidad de población era de 41.80 hab./km². El 70.86% de los habitantes eran blancos, el 0.29% eran afroamericanos, el 1.79% eran amerindios, el 1.72% eran asiáticos, el 3.87% eran isleños del Pacífico, el 12.99% eran de otras razas y el 8.48% eran de una mezcla de razas. Del total de la población, el 22.46% eran hispanos o latinos de cualquier raza.